# Ningineer Stadium
O Ningineer Stadium é um estádio localizado em Ehime, no Japão, possui capacidade total para 20.000 pessoas, é a casa do time de futebol Ehime FC, foi inaugurado em 1979, passando por reformas em 2001.